# チャコちゃん
『チャコちゃん』は、1966年2月3日から1967年3月30日までTBS系列の毎週木曜19:30 - 20:00（JST）に放送された児童向けドラマである。全61回。

## 概要
『チャコちゃんシリーズ』第4作。本作では主演者・四方晴美の両親である安井昌二・小田切みき夫婦が久し振りに出演し、第1作『パパの育児手帳』の再現となっている。
なお「61回」は『チャコちゃんシリーズ→ケンちゃんシリーズ』の中でも最長である（60回に達したのも唯一）。
本作品は第1話と最終回の第61話を収録したVHSビデオが発売されている。全話を収録したDVD・ブルーレイは未発売。

## 出演者
- チャコちゃん：四方晴美
- お父さん：安井昌二
- お母さん：小田切みき
- 北川めぐみ
- 五郎：三上真一郎
- 加藤嘉
- 桜京美
- 松山英太郎
- 鈴木やすし

ほか

## スタッフ
- 演出：山際永三
- 制作：TBS、国際放映

## 主題歌
「おんなのこ」
- 作詞：薩摩忠/作編曲：松井八郎/歌：芦野宏、四方晴美

## サブタイトル
1. 1966年2月3日 「福はうち鬼はそと」
2. 1966年2月10日 「空にかかった梯子」
3. 1966年2月17日 「郵便ごっこ」
4. 1966年2月24日 「ウクレレとスパゲティ」
5. 1966年3月3日 「わが愛するパパ」
6. 1966年3月10日 「ハッピーバースデー」
7. 1966年3月17日 「お小遣いあげてよ」
8. 1966年3月24日 「パパとママは仲良し」- ゲスト：江戸家猫八
9. 1966年3月31日 「おにいちゃん」
10. 1966年4月7日 「今日から三年生」- ゲスト：村田やすし
11. 1966年4月14日 「千円札騒動」
12. 1966年4月21日 「男の子・女の子」
13. 1966年4月28日 「まぼろしの百円玉」
14. 1966年5月5日 「赤い花白い花」
15. 1966年5月12日 「夏も近づく」
16. 1966年5月19日 「パパの約束」
17. 1966年5月26日 「時計と運動靴」
18. 1966年6月2日 「ルノとムシ歯」- ゲスト：真理アンヌ
19. 1966年6月9日 「お兄ちゃんゴーホーム!」- ゲスト：梓英子
20. 1966年6月16日 「ながい道」- ゲスト：内山麗子、山崎猛
21. 1966年6月23日 「お勉強! お勉強!」
22. 1966年6月30日 「青い目のフレンド」
23. 1966年7月7日 「二つの願い」
24. 1966年7月14日 「土の下の世界」- ゲスト：吉野謙二郎
25. 1966年7月21日 「アルバイトはたいへん」
26. 1966年7月28日 「お祭りワッショイ」
27. 1966年8月4日 「お見合ってなあに」
28. 1966年8月11日 「水の中のバレリーナ」
29. 1966年8月18日 「故郷へ帰る人」
30. 1966年8月25日 「ほんとに、ほんと?」
31. 1966年9月1日 「一番楽しかったこと」- ゲスト：須藤健
32. 1966年9月8日 「続・一番楽しかったこと」- ゲスト：木田三千雄、須藤健
33. 1966年9月15日 「おかしなお兄ちゃん」
34. 1966年9月22日 「ママと天国」- ゲスト：筑紫あけみ
35. 1966年9月29日 「こころの合奏」
36. 1966年10月6日 「いじわるじいさん」
37. 1966年10月13日 「ぬかみそ騒動」
38. 1966年10月20日 「いいうそ、わるいうそ」
39. 1966年10月27日 「忍者じいさん」- ゲスト：林家正蔵
40. 1966年11月3日 「東京案内」- ゲスト：小林喜美子
41. 1966年11月10日 「雨傘の歌」
42. 1966年11月17日 「逆立ちしてよ」
43. 1966年11月24日 「特製カレーライス」
44. 1966年12月1日 「ペンフレンドさん」
45. 1966年12月8日 「たぬきの手袋」- ゲスト：水田外史
46. 1966年12月15日 「タイム・マシン」
47. 1966年12月22日 「カボチャとクリスマス」
48. 1966年12月29日 「風を呼ぶ少年」
49. 1967年1月5日 「怪獣のお年玉」- ゲスト：如月寛多
50. 1967年1月12日 「すてきなお見舞」
51. 1967年1月19日 「男と女とどっちが偉い」
52. 1967年1月26日 「ママと太陽」
53. 1967年2月2日 「毛糸のマフラー」- ゲスト：入江洋佑
54. 1967年2月9日 「犬と仔熊」
55. 1967年2月16日 「二日間エジプト旅行」
56. 1967年2月23日 「玉うさぎのおばさん」- ゲスト：坪内美詠子
57. 1967年3月2日 「あの子はだーれ!」- ゲスト：久保弘美
58. 1967年3月9日 「小さなママさん」
59. 1967年3月16日 「ロバと九官鳥」
60. 1967年3月23日 「どこかに春が」
61. 1967年3月30日 「ママが帰って来る」

## 放送局
★印の局は、木曜19:30 - 20:00に放送
- ★TBS
- ★北海道放送[1]
- ★青森放送[1]
- ★岩手放送[1]
- ★秋田放送[1]
- ★山形放送[1]
- ★東北放送[1]
- ★福島テレビ[1]
- ★新潟放送[1]